# Masfjorden
Masfjorden er en kommune i Vestland fylke i Norge. Den grænser
i nordvest til Gulen, i nordøst til Høyanger, i øst til Modalen og i syd til Lindås.
Kommunen ligger rundt om Masfjorden (som er en sidefjord til Fensfjorden) som næsten deler kommunen i to. En kabelfærge går over fjorden. Det største by , Masfjordnes, ligger på sydsiden af fjorden.